# Alfacar

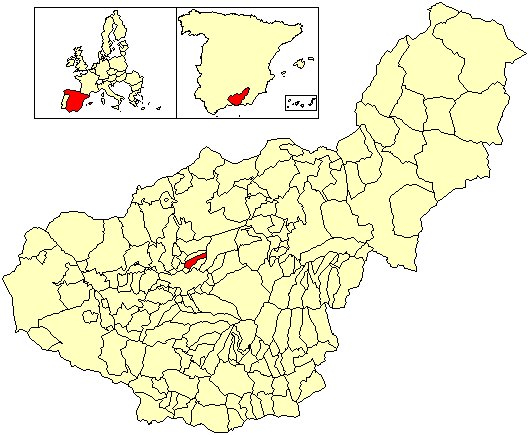
Situation géographique de Alfacar

Alfacar est une municipalité située dans la partie centrale de la comarque de Vega de Granada (province de Grenade), au sud de la Sierra d'Alfaguara, au sud-est de l'Espagne. La localité est connue pour la qualité de ses fours à pains.
La ville est traversée par le río Atrás et le río Morcillo.

## Histoire

### Guerre d'Espagne
C'est près de cette commune que le poète espagnol Federico García Lorca serait mort assassiné le 19 août 1936 par les milices franquistes, avec le professeur Dióscoro Galindo González et les bandelilleros Joaquín Arcollas Cabezas et Francisco Galadí Melgar, durant la guerre d'Espagne.

## Sites notables
- Le Caracolar

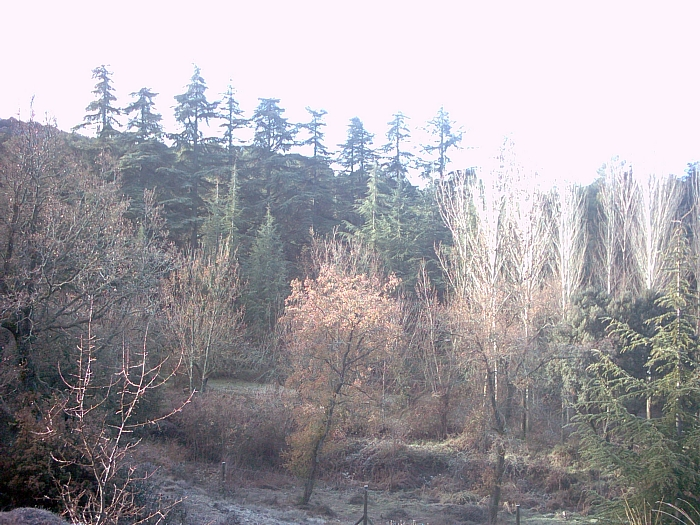
Vue de cèdres de l'Arboretum de la Alfaguara

- Fuente Grande, Fuente Chica et Fuente del Morquíl
- Los Olivos ( l'un des meilleurs bar/resto de Grenade ou vous pourrais y voir un olivier âgé de plus de 300 ans )
- Boulangerie de Maeso
- La Fuente del Piojo
- Parc en hommage à Federico García Lorca
- Pub La Buhardilla
- Pub La Carrañaca
- Discotèque Los Pinos
- Bar del Miguelico
- Église de Ntra Sra de la Asunción
- La boutique de la Leo
- Comestibles Pepito
- Route de l'Archeveque (Camino del Arzobispo)
- Le río Morcillo (anciennement Humosillo)
- La Fuente de Estreñido
- Arboretum La Alfaguara